# 檸檬薏米水
檸檬薏米水（Lemon barley water）是一种饮料，适合夏季饮用。有清热利尿，去水肿的效用，薏米据说还有美白之效。类似的饮料还有冬瓜薏米水等。

## 製作方法

### 材料
- 生薏米  30 克
- 熟薏米  30 克
- 冰糖  60 克
- 檸檬  1 個

### 做法
1. 將薏米清洗乾淨，加入大量水，開大火煮開後轉小火，煮 1 小時。
2. 放涼後可立刻加檸檬片享用，或放入雪櫃變成冰凍飲品。